# Laura Smith Haviland
Laura Smith Haviland (20 de desembre del 1808 - 20 d'abril del 1898) fou una abolicionista de l'esclavitud, sufragista i escriptora estatunidenca. Fou una figura important en la història del Ferrocarril Subterrani.(2)

## Primers anys i educació
Laura Smith Haviland nasqué el 20 de desembre del 1808 a Kitley Township, Ontario (Canadà), de pares estatunidencs, Daniel Smith i Asenath "Sene" Blancher, que havien emigrat poc abans del seu naixement. Haviland escrigué sobre son pare: «era un home d'habilitat i influència, de clares percepcions i forts poders de raonament», mentre que sa mare, Sene, era «d'un gir més suau, ... un esperit tranquil, benèvol i amable amb tots, i molt volgut per tots els que la coneixien». Els Smith, llauradors modests, eren membres devots de la Societat Religiosa dels Amics, més coneguts com a quàquers.(2)
Tot i que els quàquers vestien amb senzillesa i prohibien el ball, el cant i altres activitats que consideraven frívoles, molts dels seus punts de vista eren progressistes llavors: fomentaven la igualtat d'educació entre hòmens i dones, en una època en què la majoria de persones eren analfabetes, i proporcionar a una dona una educació completa es considerava innecessari. Tot i que la majoria dels quàquers no lluitaven per l'abolicionisme, la majoria condemnava l'esclavitud com a brutal i injusta.
El 1815, la família de Haviland abandonà Canadà i tornà als Estats Units; s'establí en la poc poblada ciutat de Cambria (Nova York). Llavors no hi havia cap escola prop de sa casa, i durant els sis anys següents l'educació de Haviland consistí en poc més que «una lliçó d'ortografia» que sa mare li donava diàriament. Haviland, a una edat primerenca, començà a qüestionar als seus pares des de les escriptures fins a la llei de gravitació universal d'Isaac Newton. Una vegada dominada l'ortografia, Haviland devorava tots els llibres que li van prestar els seus amics, parents i veïns.(2)
Als setze anys, Laura conegué a Charles Haviland, Jr., un jove i devot quàquer, els pares del qual eren tots dos respectats ministres. Es casaren l'11 de novembre del 1825, a Lockport (Nova York). Van ser pares de vuit fills.
Els Haviland visqueren quatre anys al municipi de Royalton (Nova York), abans de mudar-se al setembre de 1829 al municipi de Raisin (comtat de Lenawee, Michigan). S'establiren a 5 km de la finca que els seus pares havien adquirit quatre anys abans. Michigan era llavors una zona salvatge poc poblada, però la terra era barata, i hi havia altres quàquers als voltants.(2)

### Treball antiesclavista i Institut de Raisin
Haviland recordava haver vist afroamericans a qui insultaven i fins i tot agredien físicament, a Lockport, Nova York, quan era una xiqueta. Aquestes experiències, amb les horribles descripcions de la història del tràfic d'esclaus de John Woolman, li van deixar una impressió inesborrable.(2)
Haviland i altres persones de Raisin van ajudar a Elizabeth Margaret Chandler a organitzar la Societat Femenina Antiesclavista de Logan al 1832, la primera organització antiesclavista de Michigan. Al 1837, Haviland i el seu marit van fundar una «escola de treball manual... per a xiquets indigents», que més tard s'anomenà Institut de Raisin. Haviland ensenyava a les xiquetes tasques domèstiques, i el seu marit i un dels seus germans, Harvey Smith, van ensenyar als xiquets treballs agrícoles. Per insistència dels Haviland, l'escola estava oberta a totes les ètnies, religions o sexes. Fou la primera escola integrada ètnicament de Michigan. Haviland va escriure que una vegada que els estudiants estaven junts a l'aula els seus prejudicis «ràpidament s'esvaïen».(2)
El 1838, Harvey Smith va vendre la granja, i els guanys s'empraren per a construir allotjaments per a cinquanta estudiants. Els Haviland van ampliar el pla d'estudis, treballant més de prop de les línies de les escoles primàries i secundàries tradicionals. Contractaren un graduat de l'Oberlin College perquè en fos el director. L'Institut de Raisin fou reconegut com una de les millors escoles del territori.(2)
A mesura que els Haviland s'involucraven en el treball contra l'esclavitud, les tensions creixien dins la comunitat quàquera. Va haver-hi una divisió entre els «abolicionistes radicals», com els Haviland, que volien l'emancipació immediata, i la majoria dels quàquers ortodoxos. Tot i que els quàquers condemnaven l'esclavitud, la majoria no aprovava la participació en les societats abolicionistes. El 1839, per a continuar amb la lluita abolicionista, els Haviland, els seus pares i altres catorze quàquers d'idees afins, hagueren de renunciar a la seua filiació. Després s'uniren a un grup de metodistes coneguts com els wesleyans, que estaven dedicats a la causa abolicionista.(10)
A la primavera del 1845, una epidèmia d'erisipela matà sis membres de la família de Haviland; entre d'altres, els seus dos pares, el seu marit i el seu fill menor.(2) Haviland també emmalaltí, però va sobreviure. Als trenta-sis anys, era vídua amb set fills per mantenir, una granja per dirigir, l'Institut de Raisin per administrar, i deutes substancials per pagar. Tristament, dos anys després la tragèdia va colpejar-la de nou, quan el seu fill major va morir. (Haviland, Laura Smith. A Woman's Life-work: Labors and Experiences of Laura S. Haviland. Cincinnati:Waldon & Stowe, 1882.) A causa de la falta de fons, Haviland es va veure obligada a tancar l'Institut de Raisin el 1849.(8)
Malgrat tot, continuà amb la seua lluita abolicionista i el 1851 ajudà a organitzar la Societat de Llars de Refugiats de Windsor, Ontario (Canadà). Els esclaus fugitius s'hi establiren; s'hi va erigir una església i una escola per a ells, i a cada família se li donà vint-i-cinc acres per a conrear. Haviland s'hi estigué uns mesos com a mestra de l'assentament. Després viatjà a Ohio, on, amb la seua filla Anna, va ensenyar en una escola fundada per a xiquets afroamericans a Cincinnati i Toledo (Ohio).(8)
El 1856, havia recaptat prou fons per a reobrir l'Institut de Raisin, i tornà a Michigan. El nou pla d'estudis incloïa que els antics esclaus feren conferències sobre les realitats de la vida en una plantació d'esclaus. L'Institut tornà a tancar al 1864, després que la majoria del personal, i alguns estudiants, s'allistassen durant la Guerra de Secessió.(8)

## Treballar per al Ferrocarril Subterrani

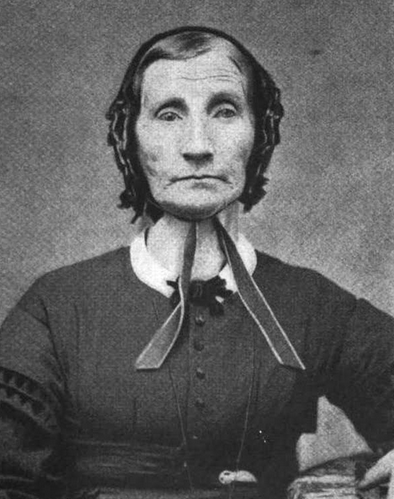
Laura Smith Haviland, fotografia en una publicació del 1910

Durant la dècada del 1830, la família Haviland començà a amagar esclaus fugitius a la seua granja. Casa seua esdevingué la primera estació del Ferrocarril Subterrani de Michigan.(8) Després de la mort del seu marit, Haviland continuà albergant esclaus fugitius, i en alguns casos, els acompanyà fins a Canadà.(2) Va exercir un paper important en el grup de Detroit, on se la considerava «superintendenta» del Ferrocarril, amb George DeBaptiste com a «president» i William Lambert com a «vicepresident».
També viatjà al sud en moltes ocasions per a ajudar esclaus escapolits. El seu primer viatge el feu al 1846, per alliberar els fills dels esclaus fugitius Willis i Elsie Hamilton. Els xiquets encara els retenia l'antic amo d'esclaus de la seua mare, John P. Chester, un taverner del comtat de Washington (Tennessee). Chester s'assabentà del parador dels Hamilton i hi envià caçadors d'esclaus. Quan no ho aconseguí, Chester intentà atraure els Hamiltons a la seua plantació amb la promesa que serien tractats com lliberts i s'hi reunirien amb els seus fills.(2) Sospitant-ne una trampa, Haviland hi anà a Tennessee en lloc d'ells, acompanyada pel seu fill Daniel i un estudiant de l'Institut de Raisin, James Martin, que es feu passar per Willis Hamilton. Chester s'emprenyà quan s'adonà que Willis Hamilton no era amb Haviland. Tingué el trio a boca de canó, amenaçant d'assassinar-los, segrestrar James Martin, i esclavitzar-lo en lloc de Willis Hamilton. Pogueren escapolir-se; Chester, però, no oblidà pas a Laura Haviland. La seua família la continuà perseguint durant quinze anys, en la cort i en privat amb caçadors d'esclaus, mentre li enviaven cartes despectives.(2)

Furiós contra Laura per la seua actitud ferma, Thomas Chester posà una recompensa pel seu cap. Per tot el Sud circularen fullets que descrivien a Haviland, detallant el seu treball abolicionista, anomenant el seu lloc de residència i oferint 3.000 dòlars, una suma considerable en aquell moment, a qualsevol que estigués disposat a segrestar-la o assassinar-la en el seu nom.(7) Tres anys després, amb l'aprovació de la Llei d'esclaus fugitius, la família Chester intentà que Haviland fos jutjada sota aquesta llei per «robar» els seus esclaus. Haviland no sols patí el risc de ser atacada físicament pels amos d'esclaus, com els Chester, o els seus caçadors d'esclaus, sinó que si era jutjada culpable de violar la Llei d'esclaus fugitius, també li imposarien fortes multes i presó.(8) Haviland, però, volia continuar lluitant:
| « | ... No volguera que la meua mà dreta es convertís en una eina per tornar un esclau fugitiu a l'esclavitud. Crec fermament, com en la nostra Declaració d'Independència, que totes les persones són creades lliures i iguals, i que cap ésser humà no té dret a fer mercaderia d'altres nascuts en llocs més pobres, i col·locar-los al nivell dels cavells, el ramat i les ovelles (...). | » |

Afortunadament per a Haviland, el seu cas el portà el jutge Ross Wilkins, que simpatitzava amb els abolicionistes.(2) Els Chester van intentar recuperar la possessió dels Hamilton per la força, però els Haviland i els seus veïns els ho impediren. El jutge Wilkins ajornà el cas, permetent a Haviland ajudar als Hamilton a escapar al Canadà. Al final, Haviland evadí el càstig legal.(2)
A més d'un altre intent de rescat fallit, detallat en la seua autobiografia, Haviland feu més tard altres viatges més reeixits al sud que no esmenta en les memòries.(8) Sota l'aparença d'una cuinera blanca, i una vegada fins i tot fent-se passar per una persona de pell clara, visità plantacions i ajudà alguns esclaus a escapar al nord.

## Guerra de Secessió i reconstrucció

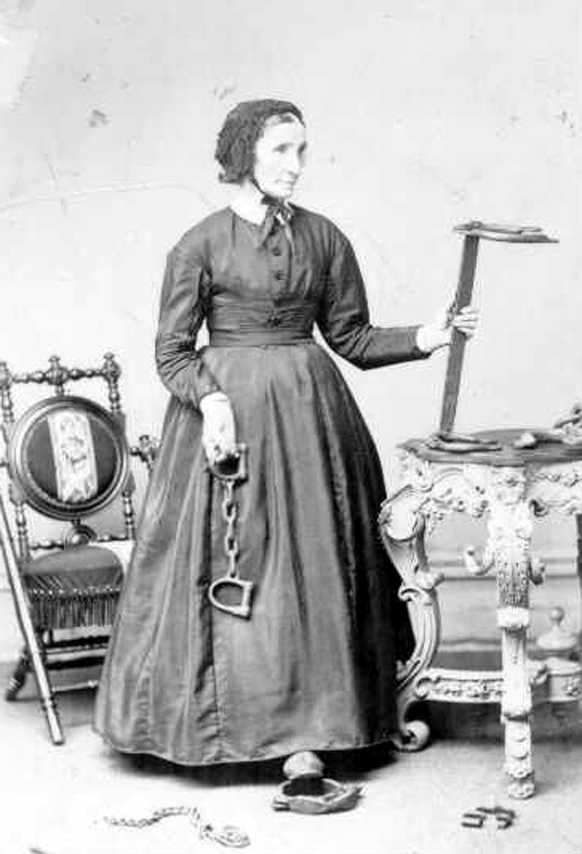
Laura Haviland amb ferros d'esclavitud recollits en plantacions abandonades

Durant la Guerra de Secessió, Haviland recorregué camps de refugiats i hospitals, fins i tot visità el front, per a distribuir queviures als ciutadans desplaçats, als esclaus alliberats i als soldats.(8)
En la primavera del 1865, el comissionat de la recentment creada Oficina de Persones Lliures, el general Oliver Howard, nomenà a Haviland inspectora d'Hospitals. Va passar els següents dos anys viatjant per Virgínia, Tennessee, Kansas i Washington, DC, distribuint subministraments, informant sobre les condicions de vida dels lliberts i els blancs indigents, organitzant camps de refugiats, obrint escoles, treballant com a mestra, de voluntària com a infermera als hospitals dels lliberts i fent conferències.(8) En un esforç per ajudar els blancs a entendre el que els lliberts havien suportat sota l'esclavitud, va recórrer plantacions abandonades i replegà cadenes, ferros, lligams usats amb els esclaus. Haviland mostrava aquests articles al nord durant les seves conferències.(8) També es va reunir amb el president Andrew Johnson per a sol·licitar l'alliberament dels exesclaus que encara romanien a les presons del sud per haver intentat escapar de l'esclavitud.(8)Mentre treballava a l'Hospital Freedmen's de Washington, DC, Haviland es feu amiga de Sojourner Truth, que més tard recordà un incident ocorregut un dia en què havien anat a la ciutat per queviures. Haviland suggerí d'agafar un tramvia, de tornada a l'hospital. Truth descrigué l'incident:
Quan Haviland feu senyal al cotxe, em vaig fer a un costat per continuar caminant, i quan parà, vaig córrer i hi vaig pujar. El revisor m'espentà cap enrere i em digué: «Isca del camí i deixe entrar aquesta senyora». Li aig dir: «Jo també soc una dama». No ens oposàrem fins que ens veiérem obligades a canviar de cotxe. Un home que eixia quan anàvem en el cotxe següent preguntà si es permetia que els negres hi viatjaren. El revisor m'agafà del muscle i em sacsà, i m'ordenà que baixàs. Li vaig dir que no ho faria. Haviland m'agafà de l'altre braç i em digué «No pares». El revisor em preguntà si jo li pertanyia. «No», respongué Haviland, «ella pertany a la humanitat».[18]

## Orfenat de la Llar Haviland
Després de la Guerra de Secessió, la Comissió d'Ajuda als Lliberts adquirí l'antic Institut de Raisin; el va rebatejar com a «Llar Haviland» i el va convertir en un orfenat per a xiquets afroamericans. Els primers residents foren setanta-cinc xiquets sense llar portats per Haviland des de Kansas.(8) A mesura que el nombre n'augmentava, molts blancs estaven desconcertats. Afirmaven que Haviland atabalava els contribuents blancs i exigien que la Llar Haviland fos tancada.(8) Al 1867, l'orfenat fou comprat per l'Associació Missionera Americana, que tancà l'orfenat, i literalment tirà els orfes al carrer.(8)
Haviland abandonà el seu treball a Washington, DC, per a tornar a Michigan i ajudar els xiquets. Pogué recaptar prou donacions per comprar l'orfenat i l'administrà ella mateixa. Al 1870, els fons eren molt escassos. La situació es tornà tan greu que, a instàncies de Haviland, l'estat es feu càrrec de l'orfenat i el convertí en l'Asil d'Orfes de Michigan.(8)

## Anys més tard
Quan la Reconstrucció finalitzà al 1877, molts afroamericans fugiren del sud, on actuaven grups racistes com el Ku Klux Klan.(8) Milers d'homes, dones i nens afroamericans es trobaven amuntegats en campaments improvisats de refugiats a Kansas.(8) Haviland va partir amb la seua filla Anna cap a Washington, DC, on va atestar sobre les terribles condicions dels campaments, abans de viatjar a Kansas amb queviures per als refugiats. Amb els seus estalvis personals, Haviland comprà 0.97 km² a Kansas per als lliberts, en un dels camps de refugiats per a viure i treballar la terra.(8)

## Mort i llegat
Durant la seua vida, Laura Haviland no sols combaté l'esclavitud i lluità per a millorar les condicions de vida dels lliberts, sinó que també participà en altres causes socials, com ara en el sufragi femení i en la Unió Cristiana de Dones per la Temprança de Michigan.(7)
Laura Haviland va morir el 20 d'abril del 1898 a Grand Rapids (Michigan), a la casa del seu germà, Samuel Smith. Està enterrada al costat del seu espòs al cementeri Raisin Valley d'Adrian, Michigan.

Simbòlicament, en el funeral de Haviland, els himnes els cantà un cor de blancs i afroamericans, i després el seu taüt el portà a la tomba un grup de blancs i afroamericans.(8)En reconeixement dels seus esforços, el poble de Haviland, Kansas, duu el seu nom. Hi ha una escultura de Laura Haviland davant del Museu Històric del Comtat de Lenawee, d'Adrian, Michigan. La inscripció de l'estàtua diu:
| « | A Tribute to a Life Consecrated to the Betterment of Humanity. «Un tributt a una vida consagrada a millorar la humanitat». | » |

L'escola primària Laura Smith Haviland de Waterford, Michigan, duu el seu nom en honor seu.
Laura Smith Haviland entrà en el Saló de la Fama de l'Abolició Nacional de Peterboro (Nova York), a l'octubre del 2018.